# Rashid Karami
Rashid Abdul Hamid Karami (30 december 1921 - 1 juni 1987) (Arabisch:رشيد كرامي) was een Libanees staatsman. Hij was meer dan 30 jaar een van de meest belangrijke politieke figuren in Libanon, inclusief een grote periode van de Libanese Burgeroorlog (1975-1990). Hij werd acht keer verkozen tot minister-president.

## Jeugd en educatie
Rashid Karami werd op 30 december 1921 geboren in Miryata, een dorp niet ver van Tripoli. Hij werd geboren in een van de meest invloedrijke soennitische politieke families in die tijd. Hij was de oudste zoon van Abdul Hamid Karami, die veel voelde voor de Libanese onafhankelijkheid. Abdul's vader was een grootmoefti en was daarnaast minister-president in 1945. Rashid's broer, Omar Karami, was ook minister-president geweest, tweemaal. Rashid Karami studeerde rechten en rondde zijn opleiding in 1942 af op de Universiteit van Caïro.

## Carrière
Na de dood van zijn vader lukte het Rashid Karami een plek in het Parlement te bemachtigen. Hij behield deze plek tot zijn dood in 1987. In datzelfde jaar werd hij de minister van justitie in de regering geleid door minister-president Hussein Al Oweini. In 1953 werd hij ook nog benoemd tot minister van economische zaken en sociale zaken in de regering geleid door Abdallah El Yafi.
In de periode van 1955 tot 1987 werd Karami acht keer minister-president, onder iedere president in Libanon die toen aan de macht kwam.